# عمر الحبيتر
عمر إبراهيم الحبيتر (26 أكتوبر 1992) لاعب كرة قدم كويتي، كما يجيد اللعب في مركزي الوسط المهاجم والوسط الأيسر، يلعب حاليًا لصالح نادي كاظمة الكويتي، منذ 2017. وقد انتقل إلى كاظمة على سبيل الإعارة من نادي خيطان، لمدة موسمين بصفقة بلغت 150.000 ألف دولار. تم تجديد العقد بين الطرفين الى موسمين اخرين بـ 250.000 ألف دولار حتى عام 2019.
بعد مواسم متميزه معى نادي كاظمة تم التوقيع بعقد طويل لـ ٥ سنوات حتى عام 2025. 
في الانتقالات الشتوية من موسم 2024-2025 انتقل الى نادي التضامن لمدة ٤ شهور فقط. مقابل 30.000 ألف دولار